# Nowe Mostki
Nowe Mostki – wieś w Polsce położona w województwie mazowieckim, w powiecie sochaczewskim, w gminie Sochaczew. Ma status sołectwa.
W latach 1954–1959 wieś należała i była siedzibą władz gromady Nowe Mostki, po jej zniesieniu w gromadzie Kożuszki. W latach 1975–1998 miejscowość administracyjnie należała do województwa skierniewickiego.